# Central nuclear de St. Lucie

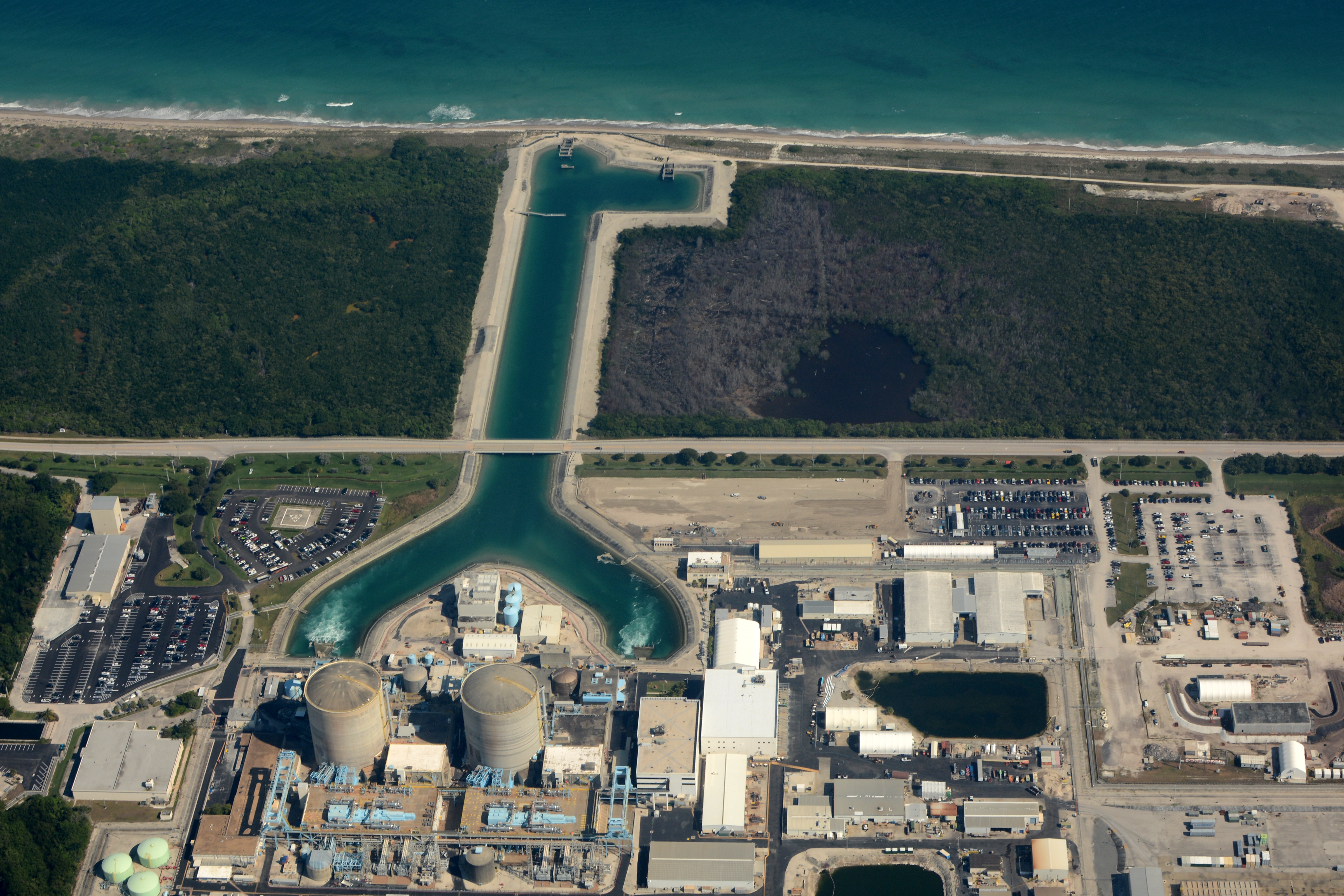
Central nuclear St. Lucie. Foto D Ramey Logan

La central nuclear de St. Lucie, se ubica en Hutchinson Island, Florida, cerca de Ft. Pierce, en el Condado de St. Lucie. Consta de dos reactores de agua a presión de Combustion Engineering. Florida Power & Light se hizo cargo de la instalación en 1976 y sigue siendo la propietaria y operadora de la estación.
En el 2003 la NRC prorrogó las autorizaciones de funcionamiento de las unidades de St. Lucie para veinte años, hasta el 1 de marzo de 2036 para la unidad 1 y hasta el 6 de abril de 2043 para la unidad 2 .